# Seznam základních škol v Plzni
Seznam základních škol v Plzni uvádí přehled všech základních škol v Plzni. V Plzni se nachází 40 základních škol. Některých ZŠ je součástí i mateřská škola a školní jídelna. Seznam je platný k 1.9. 2021.

## Seznam ZŠ

### Zřizovatel město Plzeň
- 1. základní škola Plzeň
- 2. základní škola Plzeň
- 4. základní škola Plzeň
- 7. základní a mateřská škola Plzeň
- Benešova základní škola a mateřská škola Plzeň
- 10. základní škola Plzeň
- 11. základní škola Plzeň
- Masarykova základní škola Plzeň
- 13. základní škola Plzeň
- 14. základní škola Plzeň
- 15. základní škola Plzeň
- 16. základní škola a mateřská škola Plzeň
- 17. základní škola a mateřská škola Plzeň
- Bolevecká základní škola Plzeň
- 20. základní škola Plzeň
- 21. základní škola Plzeň
- 22. základní škola Plzeň
- 25. základní škola Plzeň
- 26. základní škola Plzeň
- 28. základní škola Plzeň
- 31. základní škola Plzeň
- 33. základní škola Plzeň
- 34. základní škola Plzeň
- Tyršova základní škola a mateřská škola Plzeň
- Základní škola a mateřská škola Plzeň-Božkov
- Základní škola Plzeň-Újezd

### Zřizovatel Plzeňský kraj
- Základní škola speciální, Plzeň, Skupova 15
- Základní škola, Plzeň, Heyrovského 23
- Základní škola, Plzeň, Podmostní 1
- Základní škola a Mateřská škola pro sluchově postižené, Plzeň, Mohylová 90
- Základní škola a Mateřská škola pro zrakově postižené a vady řeči, Plzeň, Lazaretní 25
- Základní škola a Mateřská škola při Fakultní nemocnici, Plzeň, alej Svobody 80

### Zřizovatel církev
- Církevní základní škola a střední škola Plzeň

### Soukromé školy
- Gymnázium Františka Křižíka a základní škola, s. r. o.
- Soukromá základní škola Elementária, s. r. o.
- Waldorfská základní škola Dobromysl o. p. s.
- Základní škola Easy Start, s. r. o.
- Základní škola Martina Luthera, s. r. o.
- Základní škola Montessori Plzeň

### Ostatní zřizovatel
- Dětský diagnostický ústav, středisko výchovné péče, základní škola a školní jídelna Plzeň[2]